# مراحل الوحشية الأربع
مراحل الوحشية الأربع (بالإنجليزية: The Four Stages of Cruelty) هي سلسلة مكونة من أربع لوحات من النقوش المطبوعة، نشرها الفنان الإنجليزي ويليم هوغارث في عام 1751. تُصوِّر كل لوحة مرحلة مختلفة في القصة الخيالية لحياة توم نيرو.

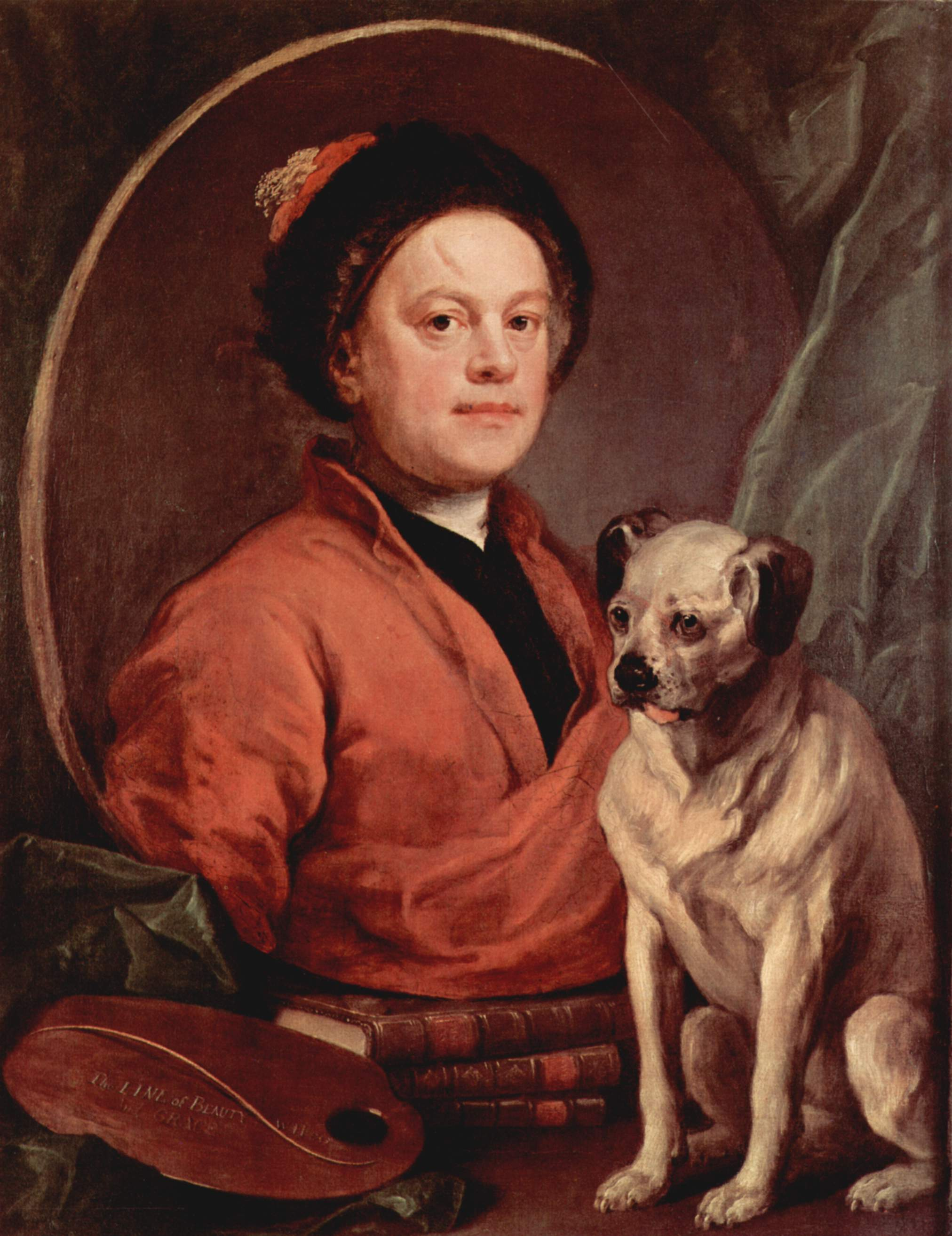
ويليم هوغارث

تمثلت المرحلة الأولى من الوحشية عند نيرو بتعذيبه كلباً عندما كان طفلاً، ثم تطورت في المرحلة الثانية ليضرب حصانه عندما أصبح رجلاً، ومن ثم إلى السرقة والفساد والقتل في المرحلة الثالثة «الوحشية في أقصى صورها». وأخيراً يواجه نيرو، في المرحلة الرابعة «جزاء الوحشية»، ما حذر منه هوغارث، وهو المصير المحتوم لهؤلاء الذين يسيرون على الدرب نفسه الذي اتبعه نيرو: نقل جثته من حبل المشنقة بعد إعدامه بتهمة القتل إلى المسرح التشريحي حيث يشوهها الجراحين.
كان الهدف من اللوحات هو أن تشكل لوناً من ألوان التعليم الأخلاقي. حيث استاء هوغارث من الأعمال الوحشية التي شَهِدها تحدُث باستمرار في شوارع لندن. صدرت اللوحات على أوراق ذات تكلفة قليلة لتستهدف الطبقات الفقيرة. وتعرض السلسلة بشاعة الإعدام ووحشية لا تحمل الطابع الفكاهي الموجود في أغلب أعمال هوغارث الأخرى، وهو ما شعر هوغارث أنه كان ضروريًأ لكي تصل رسالته للجمهور المعني. ومع ذلك، فإن الصور لا تزال تحمل ثروة من التفاصيل والمراجع الغامضة التي هي سمة من سمات هوغارث.

## التاريخ
على غرار أعمال الطباعة الآخرى لهوغارث -مثل شارع البيرة وجن لين- فإن مراحل الوحشية الأربع صدرت للترهيب من السلوك غير الأخلاقي، فهى تُبيّن كيف أن الطريق مُمهَّد للوصول من بلطجة صبيانية إلى مُجرم مُدان. وكان هدفهُ هو تصحيح «تلك المعاملة الوحشية للحيوانات، وهو المشهد ذاته الذي يجعل شوارع المدينة مليئة بالأسى لكل ذي قلبٍ وعقل». كان هوغارث مُحبًا للحيوانات، فقد رسمَ نفسهُ مع كلبِهِ الباك في صورة شخصية، وزين قبور كلابه وطيوره في منزله في تشيسوك.
تعمد هوغارث تصوير الأشياء بنقوش لا تمتاز بالدقة العالية لأنه أراد بهذه الأعمال أن تكون مفهومة لدى «ذوي الطبقات الفقيرة» عندما يرونها على جدران ورش العمل أو الحانات. رسم هوغارث اللوحات -كما هو الحال في شارع البيرة وجن لين- مُفتقِرة إلى حدٍ ما للخطوط الأكثر دقة المنتشرة في بعض أعماله الأخرى. كانت ستسبب النقوش الفاخرة والأعمال الفنية الدقيقة أن تكون اللوحات مُكلِّفة للجمهور المعني بها، ويؤمن هوغارث أيضًا أن الجُهد القويّ يستطيع تصوير المشاعر المتعلقة بالموضوعات تمامًا كما تفعل الخطوط الدقيقة، مُشيرًا إلى «أن الدرجة الكبيرة من الصحة في الرسم أو النقش الجميل كلاهما لم يكن لهما أهمية على الإطلاق».
ولِضمان أن تكون أسعار الأعمال في متناول الجمهور المعني بها، كلف هوغارث في بادئ الأمر النجار جى بيل بإنتاج التصاميم الأربع على طراز الكليشيهات الخشبية. وكلفه هذا أكثر من المتوقع، لذلك تم قطع آخر لوحتان فقط ولم يتم إصدارهم تجاريًا وقتها. بدلًا من ذلك، شرع هوغارث بتصميم النقوش بنفسه، وأعلن عن نشر السلسلة بالتزامن مع نشر لوحات شارع البيرة وجن لين في جريدة لندن إفيننغ بوست على مدار ثلاثة أيام اعتباراً من 14 حتى 16 فبراير عام 1751. وتم نشر السلسلة نفسها في 21 من فبراير عام 1751 وكانت كل لوحة مُرفق معها تعليق موعظي، كتبهُ القس جيمس تاونلي، أحد أصدقاء هوغارث. تم بيع اللوحات الفردية على أوراق ذات جودة متوسطة، كما هو الحال مع أعمال النقش السابقة مثل الصناعة والبطالة، مقابل شلن واحد (الشلن الواحد يُعادل نحو 7.00 جنيهات في عام 2015)، وهو مبلغ قليل بما يكفي كى يُناسب الفُقراء ليشتروه كوسيلة للتعليم الأخلاقي. أُتيحت الإصدارات «الجيدة» أيضًا على أوراق ذات جودة عالية في مُقابل الشلن ونصف الشلن (يُعادل الشلن ونصف الشلن حوالى 10.50 جنيهات في عام 2015) لهواة جمع الأعمال الفنية.
نتجت الاختلافات في اللوحتين الثالثة والرابعة عن كليشيهات بيل الخشبية الأصلية، والتي ترجع لتاريخ سابق ل1 يناير 1750، وقد أعاد بويديل طباعتهم مرة آٌخرى في عام 1790، لكن يندر وجود كلا النموذجين من الكليشيهات الخشبية.

## اللوحات

### المرحلة الأولى في الوحشية

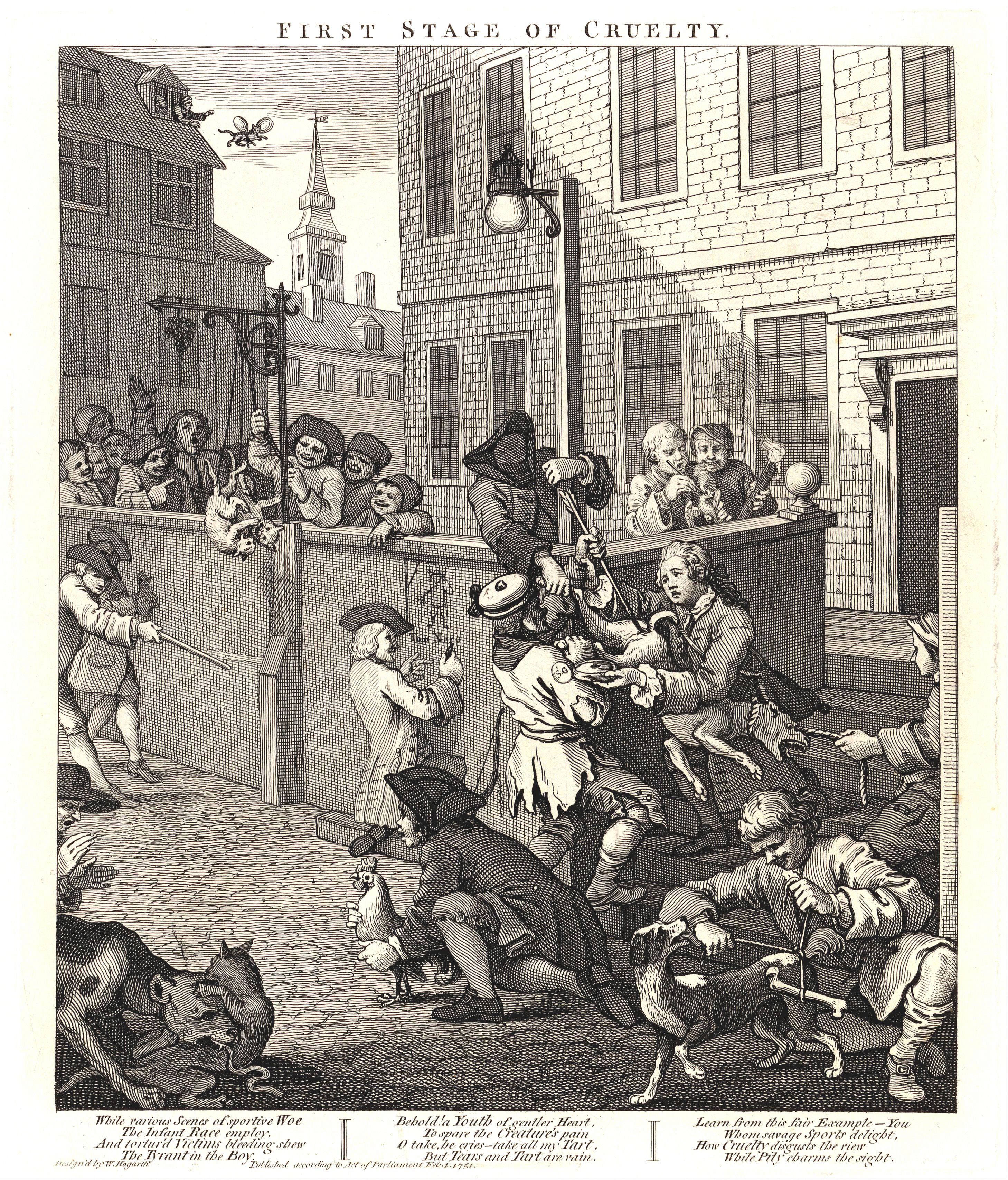
(اللوحة الأولى)

يعرض هوغارث في اللوحة الأولى توم نيرو، ورُبما قد أستوحى اسمهُ من الإمبراطور الروماني الذي يحمل الاسم نفسه أو رُبما هو إدغام لكلمة «نو هيرو» (أي لا بطل). يظهر توم نيرو في منتصف اللوحة وهو يقوم -بمساعدة أولاد آخرين- بتسديد السهم في مؤخرة كلب، وعلى ما يبدو فإن التعذيب مُستوحى من شيطان يُعاقب شخصٍ آثم في لوحة جاك كالوت إغواء القديس أنطونيوس. وتُبين الشارة ذات الحروف الأولى المُوضوعة على كَتِف معطفه الخشن ذي اللون الفاتح أنه تلميذ مدرسة خيرية في أبرشية سانت جايل. يستخدم هوغارث منطقة العشوائيات سيئة السُمعة هذه كخلفية للعديد من أعماله بما في ذلك جن لين ونون، والتي هي جزء من سلسلة أوقات اليوم الأربعة. ويدافع أرق الأولاد قلبًا، والذي هو ربما صاحب الكلب، عن الكلب مُتوسِلًا نيرو أن يتوقَّف عن تعذيب الحيوان المذعور، بل ويقدم له الطعام محاولًا استرضائه. يُمثل هذا الصبي على ما يبدو الملك جورج الثالث في طفولته. كان ظهوره عمداً أكثر إرضاءً من تلك الوجوه الشريرة القبيحة المقطبة التي تملأ بقية الصورة، ويتضّح ذلك في النص الموجود أسفل المشهد.
مارس الأولاد الآخرون الأفعال الوحشية نفسها: يقوم الولدان أعلى السُلم بحرق عيني طائر بإبرة بعد تسخينها بواسطة مشعل حامل الشعلة؛ ويقوم الأولاد في صدارة الصورة برشق ديكًا (ربما تكون هذه إشارة إلى العداوة القومية تجاه الفرنسيين، وأيضًا تلميح لأن هذا الحدث وقع في الثلاثاء البدين، اليوم التقليدي لرشق الديكة). ويربط ولد آخر عظمة في ذيل كلب كي تكون مغرية، ولكن صعب الوصول إليها؛ وهناك زوج من القطط معلقان من ذيليهما يتعاركان ويسخر منهما مجموعة من الأولاد الساخرين؛ وفي أسفل الزاوية اليسري يهجم كلبًا على قطة؛ وفي مؤخرة الصورة تُوجد قطة أخرى مربوطة إلى كيسين مملوئين بالهواء ومُلقى بها من نافذة مرتفعة. وفي تلميح إلى اقتراب مصيره الحتمي، كُتب اسم توم نيرو أسفل الرسم الطباشيري لرجل يتدلى من حبل المشنقة؛ ويتضّح المعنى جلياً بواسطة التلميذ الفنان الذي يُشير إلى توم. يُعد غياب ضباط الرعية الذين من واجبهم السيطرة على الأولاد هو توبيخ مُتعمد من جانب هوغارث؛ ويتفق هوغارث مع هنري فيلدينغ أن أحد أسباب ارتفاع معدل الجريمة هو نقص الرعاية من المُشرفين على الفُقراء، الذينَ انصب اهتمامهم على الوظائف فقط من أجل الوضع الاجتماعي والمكافآت النقدية التي يمكن ربحها.
التأليف مُثبًت أسفل النص: قام بتصميمه جورج هوغارث، وتم نشره وفقًا لقانون صادر عن البرلمان. ففي اليوم المُوافق 1 فبراير  1751 تم إصدار القانون المُشَار إليه وهو قانون حِفظ حقوق الطبع لِأعمال النقش 1734. أعيد نشر العديد من أعمال هوغارث بأعداد كبيرة دون تفويض أو حصوله على أي عائدات للملكية الفكرية، وقد كان حريصا على حماية حقوق الملكية الفنية له، لذلك شجعَ أصدقائه في البرلمان لتمرير قانون لحماية حقوق النقاشين. وقد كان لهوغارث دورًا فعالًا في الدفع بمشروع القانون من خلال البرلمان حتى أنه حين تم تمرير هذا القانون أصبح معروفًا باسم «قانون هوغارث».

### المرحلة الثانية في الوحشية

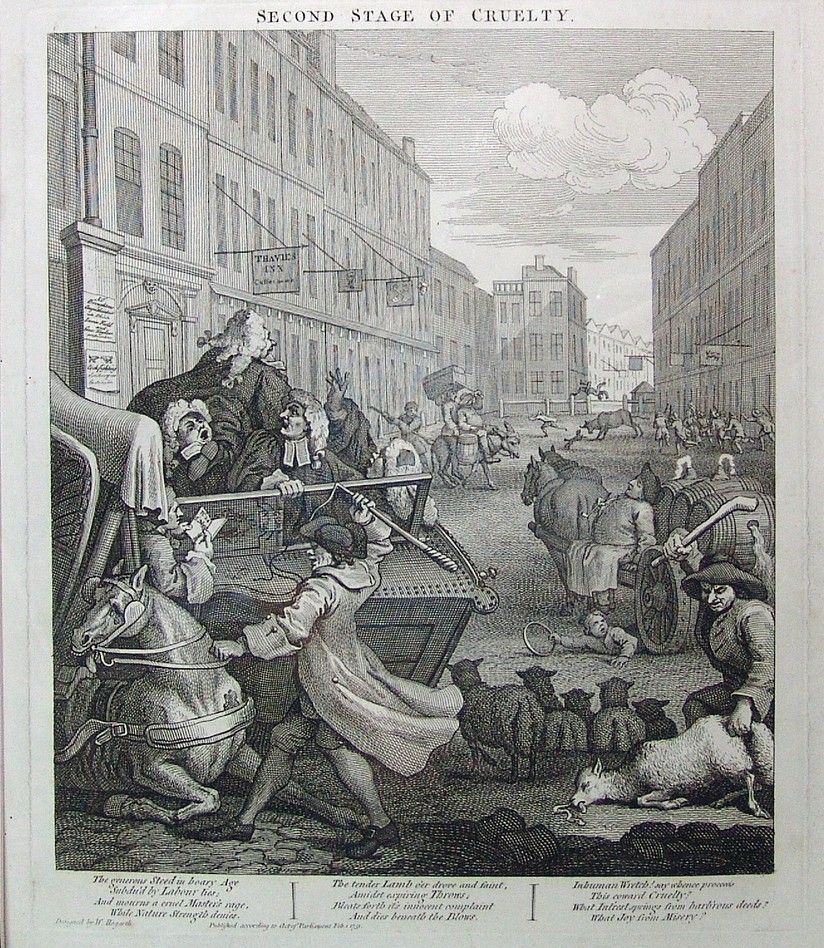
(اللوحة الثانية)

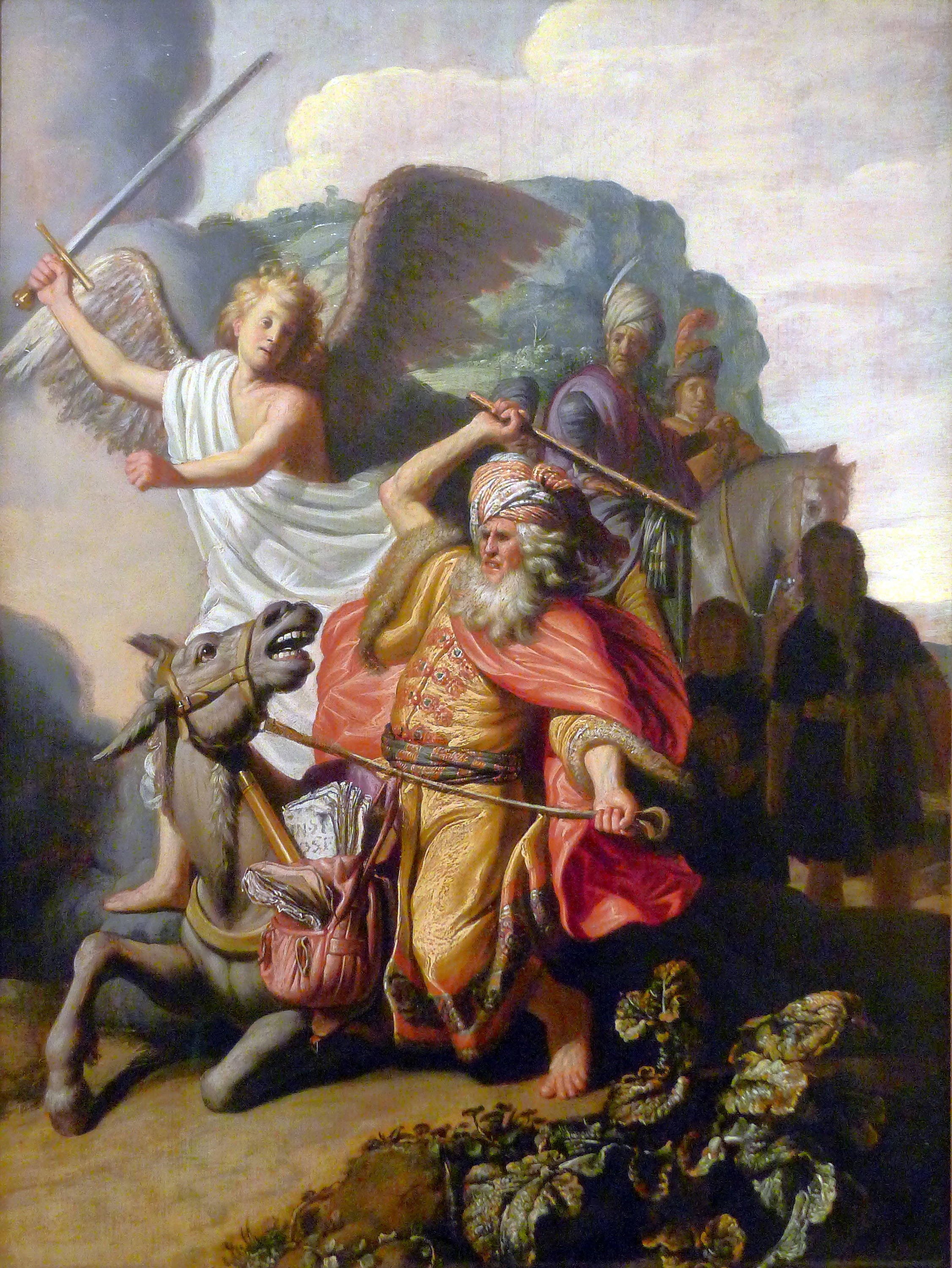
رامبرانت،

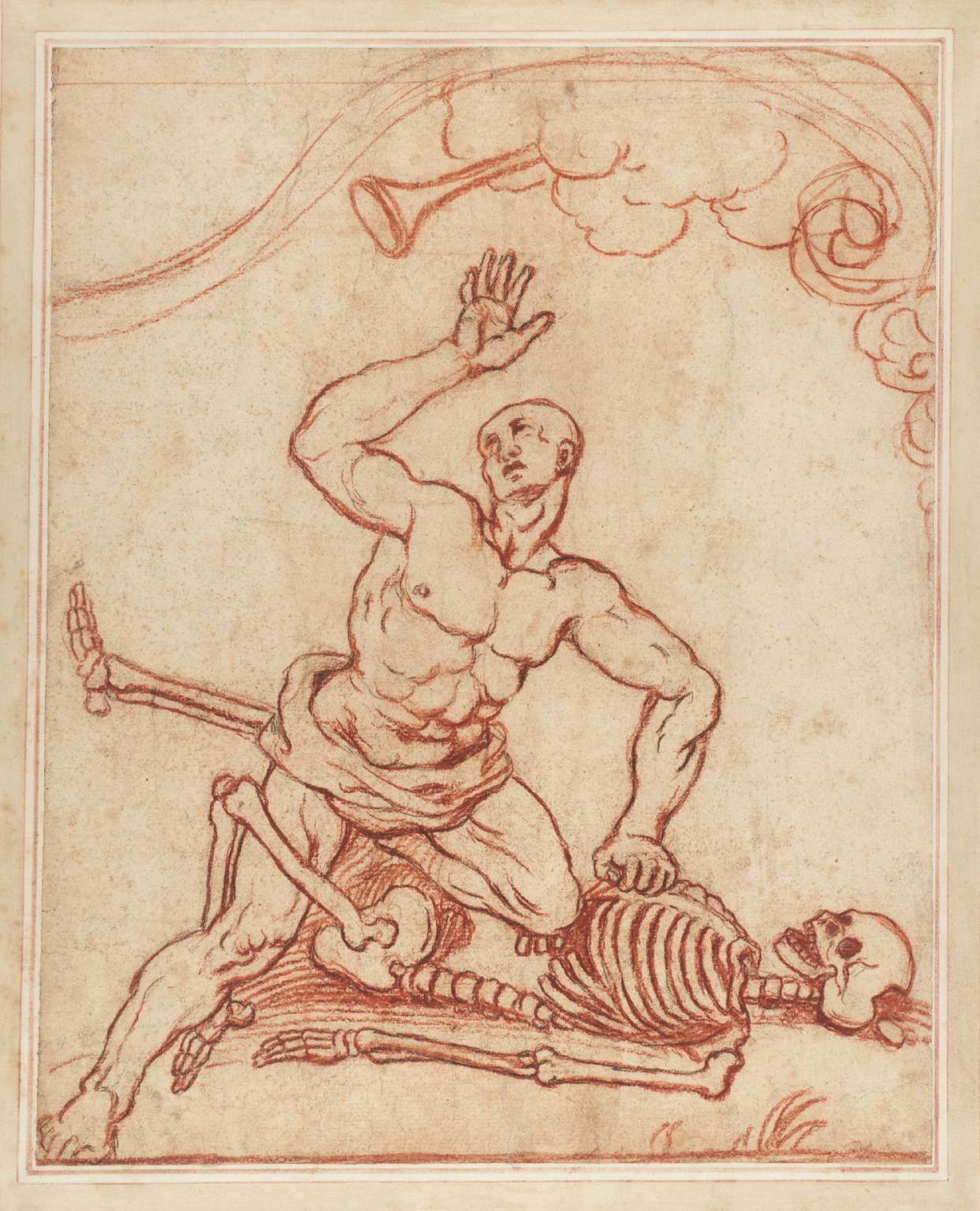
'

في اللوحة الثانية، تظهر بوابة نُزُل تايفي وهو أحد نُزُلات مكاتب القُضاه، الذي يضم جمعيات المحامين في لندن. شَبّ توم نيرو واتجه للعمل كحوذي، وتحولت قسوته كطفل بغرض التسلية إلى قسوة مِهنية لرجل في عمله. سقط حصان توم، بعد تهالكه نتيجة سنوات من سوء المعاملة والحمولة الزائدة، وانكسرت ساقه مسببة تحطيم العربة. ضرب توم حصانه بشراسة، متجاهلاً ألمه، حتى أنه خذقَ عينيه. وعلى سبيل السخرية، يُظهِر هوغارث أربعة من المحامين السِمَان يُكافحون من أجل الخروج من العربة في حالة مثيرة للضحك. ربما تكون رسوم الكاريكاتورية للقانونيين البارزين، لكن هوغارث لم يكشف عن أسماء الأفراد، ولم يتم التعرف عليهم. وفي مكانٍ آخر في المشهد، تجري أعمال وحشية أخرى ضد الحيوانات: راعي الماشية يعتدي على حملًا حتى الموت، وحِمار يُسَاق بالقوة رغم الحمولة الزائدة، والثور الغاضب يطرح أحد جلاديه أرضًا. ويتم سرد بعض من هذه الأعمال في العبرة المُصاحبة للعمل الفني:
وقد تطورت الوحشية أيضاً لتشمل الاعتداء على الناس. فتسحق كَراجّة صبي يلعب حينما كان الكَرّاج نائمًا، غير واعٍ لإصابة الصبي ولا للبيرة المُتسرِبة من برميله. وتأتي المُلصقات الموجودة في الخلفية، والتي تُعلِن عن مصارعة الديكة ومباراة المُلاكمة، كدليل آخر على وسائل الترفيه الوحشية التي يُفضلها الأشخاص المُوجودون في الصورة. تُنظّم مباراة المُلاكمة في مدرج بروتون، وهو مكان معروف بخطورته أنشأه «أبو المُلاكمة» جاك بروتون: تُسجِّل وثيقة معاصرة أن المُتسابقين يتقاتلون وسيقانهم اليسرى مربوطة في الأرض، والشخص الذي لديه العدد الأقل من الجروح النازفة يُعتبر هو المنتصر. أُعدِمَ شنقًا أحد المشاركون المُعلن عنهم في مباراة المُلاكمة وهو جيمس فيلد قبل إصدار اللوحات بأسبوعين ويظهر مرة أخرى في الصورة النهائية للسلسلة؛ والمُشارك الآخر هو جورج «الحلاق» تايلور، الذي كان بطل إنجلترا لكنه هُزِم من قِبل بروتون وتقاعد في عام 1750. وعند موت تايلور في عام 1757، أصدر هوغارث لهُ عدد من الرُسومات وهو يُصارع الموت، رُبما من أجل مقبرته.
وفقا لويرنر بوش، فإن مجموعة الأعمال تُشير للوحة رامبرانت، حِمار بلعوم (1626).
في محاكاة للوحة الأولى، لا يوجد سوى شخص واحد يُبدي حرصه على توفير الرعاية للحِصان المعذب. يظهر بالكاد على يسار نيرو رجُل يُسجِّل بيانات رقم عربة نيرو كى يُبلِغ عنهُ.

### الوحشية في أقصى صورها

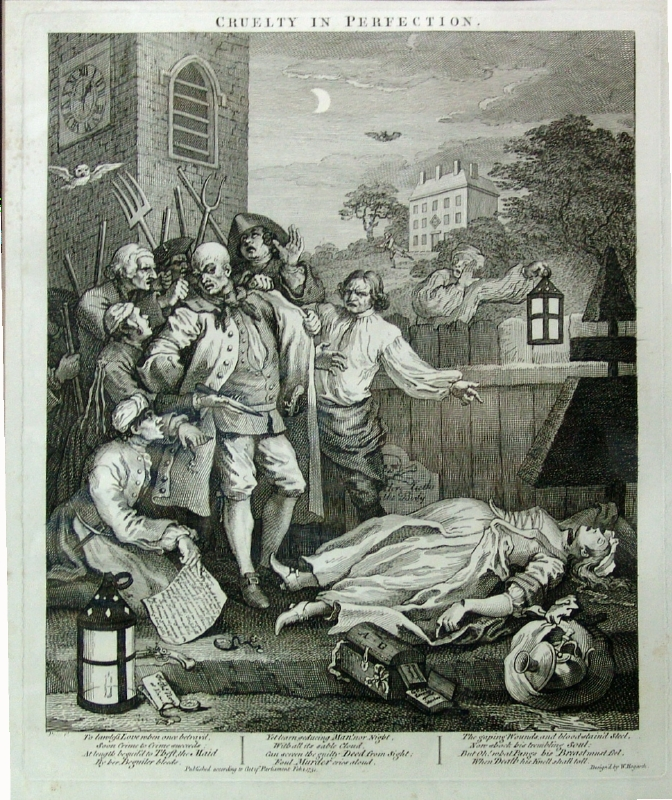
(اللوحة الثالثة)

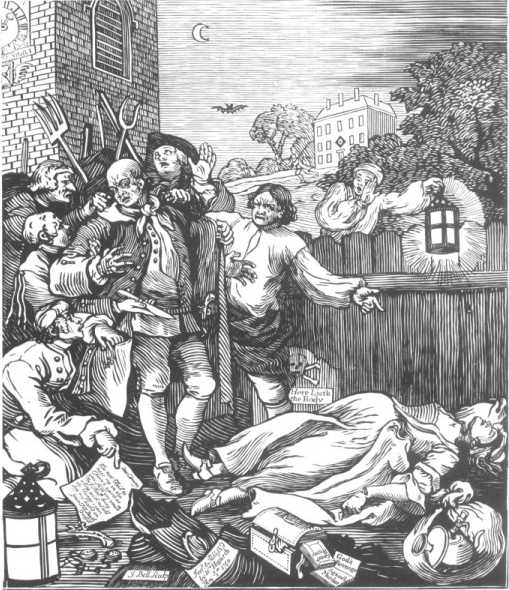
في كليشية بيل، توجد قطعة خشب تحمل اسمه واسم هوغارث والتاريخ.

بحلول موعد اللوحة الثالثة، كان توم نيرو قد ازدادت وحشيته من سوء معاملة الحيوانات إلى السرقة والقتل. وقد شجّعَ عشيقتهُ الحامل -آن جيل- بأن تسرق ربة البيت التي تعمل لديها ثم تهرُب، ومن ثم قتلَ الفتاة عندما التقى بها. وتظهر وحشية القتل بشكل بارز: فقد قطعَ رقبتها ومعصمها وسبابتها. إن كلًا من صندوق المجوهرات والبضائع اللاتي سرقتهم مُلقون على الأرض بجانبها، وتُشير سبابة يدها المقطوعة جزئيًا إلى عبارة «انتقام الرب ضد القتل» المكتُوبة على الكِتاب الذي سقطَ هو وكِتاب الصلاة الشائعة من الصندوق.
إن التهجِئة مثالية، وفي حين أن هذا يبدو غير واقعي، فإن هوغارث يتجنب عمدًا أي فرصة لجعل المشهد هزلي. هُناكَ ظرف جواب مَهمل مبعوث إلى نيرو. يُلاحظ رونالد بولسون التوازي بين الحمل الذي ضُرِبَ حتى الموت في المرحلة الثانية والفتاة العزلاء المقتولة هنا. يزعُم النص، أسفل اللوحة، بأن نيرو إن لم يكن تائبًا، فأنه قد تفاجأ بأفعاله:
تهدف الجوانب المُختلِفة في اللوحة إلى تكثيف مشاعر الرهبة: تقع جريمة القتل في مقبرة، ويُقال بأنها مقبرة سانت بانكراس لكن يقترح جون أيرلند أنها تُمثل مقبرة ماريليبوني؛ يجُوبُ المشهد بومة وخُفاش طائر; والقمر يسطع أعلى مكان الجريمة وتدق الساعة الواحدة مشيرة لانتهاء ساعة السحر. قد تُشير فكرة الصورة إلى أنتوني فان دايك في اعتقال المسيح. يظهر سامري صالح وحيداً مرة أخرى: يتطلع إلى السماء، من بين وجوه متهمي توم الغاضبة، وجه واحد في شفقة.
وفي الصورة البديلة لهذه المرحلة -المطبوعة على كليشية لبيل- يظهر توم ويداه خاليتان. هُناك اختلافات في صياغة الخطاب وبعض النِقاط، مثل المصباح والكُتب، يبدوان أكبر وأبسط في حين أن آخرين كانوا قد أُزيلوا؛ مثل الرجل الذي على يسار توم وأدغال توبياري. وأصبحت البومة ساعة رملية مجنحة فوق برج الساعة.

### جزاء الوحشية

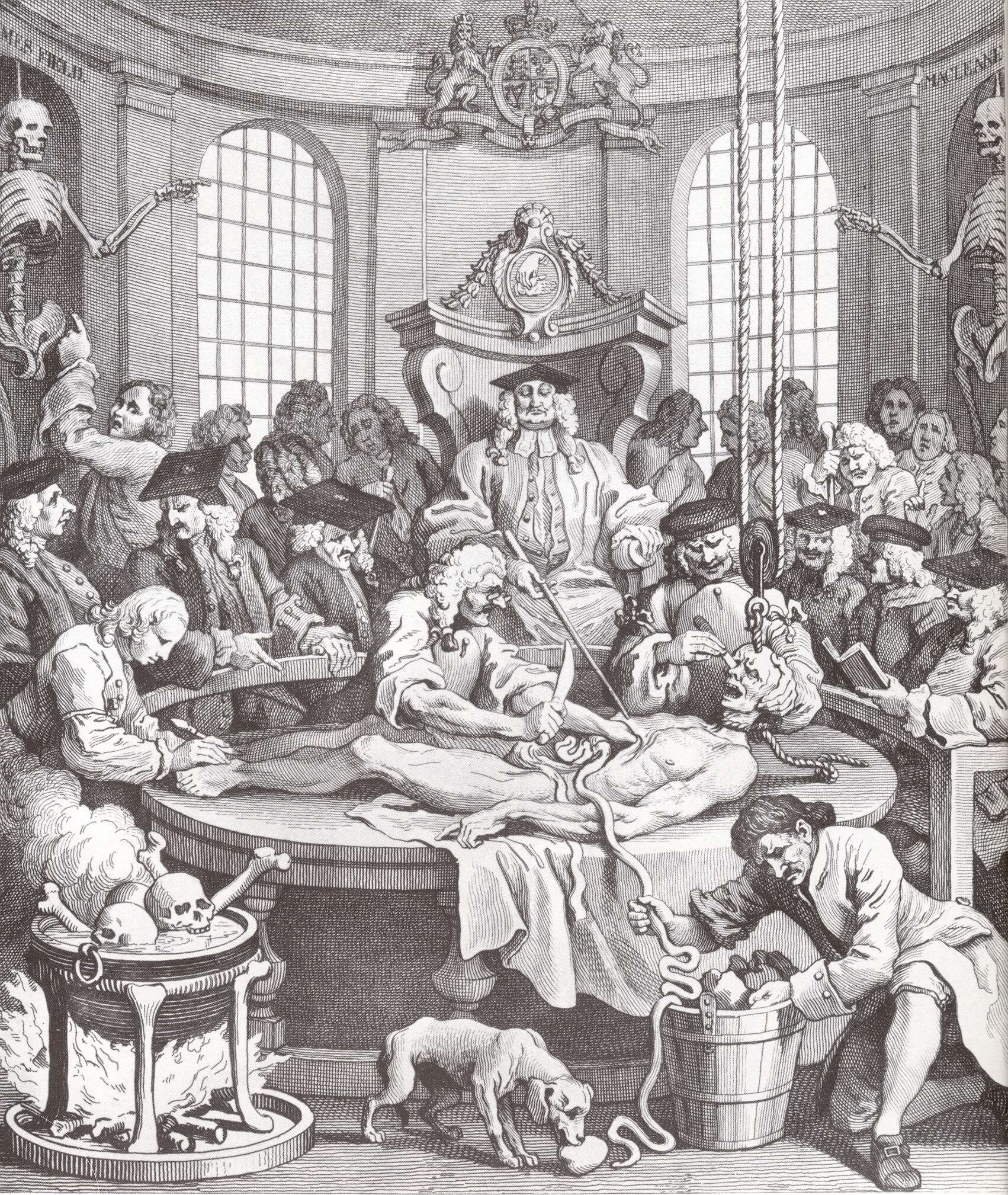
(اللوحة الرابعة)

بعدما حُكِمَ وأُدينَ بالقتل، يتم الآن شنق نيرو وتم أخذ جسده لعملية مُشينة
من التشريح العلني. بعد عامًا من إصدار الأعمال، نصَّ قانون القتل لعام 1752 على ضمان أن جثث القتلة يمكن تسليمها للجراحين بحيث يمكن «تشريحها وتحليلها». كان هوغارث يأمل أن تكون هذة العقوبة الإضافية على الجسد والحرمان من الدفن بمثابة رادع. في الوقت الذي قام فيه هوغارث بأعمال النقش، لم يكن هذا الحق مُكرَّس في القانون، ولكن كان الجراحون لا يزالون ينقلون الجثث حينما استطاعوا.
يُحدَد توم نيرو بوشمٍ على ذراعه، والحبل لا يزال حول رقبته يُبين منهجية تنفيذ الإعدام. إن المشرِّحين، الذين تصلّبت قلوبهم بعد سنوات من التعامل مع الجثث، يبدو أن شعورهم تجاه الجسد يماثل شعور نيرو تجاه ضحاياه: عيناه مخزوقتان بالضبط كما كانت عينا حصانه، وكلبًا يتغذي على قلبه، أخذً بالثأر مجازياً للتعذيب الذي وقع على أحد أبناء نوعه في اللوحة الأولى. يبدو وجه نيرو ملوياً من ألم وعلى الرغم من أن هذا التصوير ليس واقعيًا، لكن هوغارث تعمد ذلك لزيادة الخوف للجمهور. وكما أشار إصبع عشيقتهُ المقتولة إلى مصير نيرو في مرحلة اكتِمال الوحشية، فإن في هذه اللوحة يُشير إصبع نيرو إلى العظام المغلية التي يتم إعدادها للعرض مُشيرًا إلى مصيره الحتمي.
،
في حين أن الجراحين، المُميزين بالقُبّعات الجامعية في الصف الأمامي، يدرسون الجسد، فإن الأطباء، المميزين بالشعر المُستعار وعُصي المشي، يتجاهلون التشريح إلى حدٍ كبير ويتشاورون فيما بينهم. تم التعرف على الرئيس على أنه جون فريك، رئيس الكُلية الملكية للجراحين في ذلك الوقت. قد تَورَّطَ فريك في محاولة بارزة لتأمين جسد مثير الشغب بوسيفغن بينلي للتشريح في عام 1749. وبغض النظر عن الحماسة المُفرطة في تشريح الجسد وغليان العِظام في الموقع، الصورة تُجسد الإجراء كما لو كان تم تنفيذه.
يحمل هيكلان عظميان في اليسار واليمين الخلفيين من اللوحة اسم جيمس فيلد، وهو الملاكم المعروف الذي ظهر أيضًا على ملصق في اللوحة الثانية، وماكلين، وهو قاطع طريق سيء السُمعة. أُعدم كلا الرجلين قبل نشر اللوحة بفترة وجيزة (ماكلين في عام 1750 وفيلد في عام 1751). ويبدو الهيكلين كما لو أنهم يشيرون إلى بعضهم البعض. من المحتمل أن اسم فيلد أعلى الهيكل على اليسار هو استبدال للحظة الاخيرة لاسم «جنتل هارى» مُشيرًا إلى هنري سيمز، المعروف أيضًا باسم المحترم الشاب هاري. كان سيمز سارقً وقد أُعدِمَ في عام 1747. تم تصوير فكرة «الرجل الجيد» الأوحد في اللوحة الأخيرة، حيث يُشير أحد الجامعيين إلى هيكل جيمس فيلد العظمي، مُشيراً إلى النتيجة الحتمية لأولئك الذين يخطون طريق الوحشية.

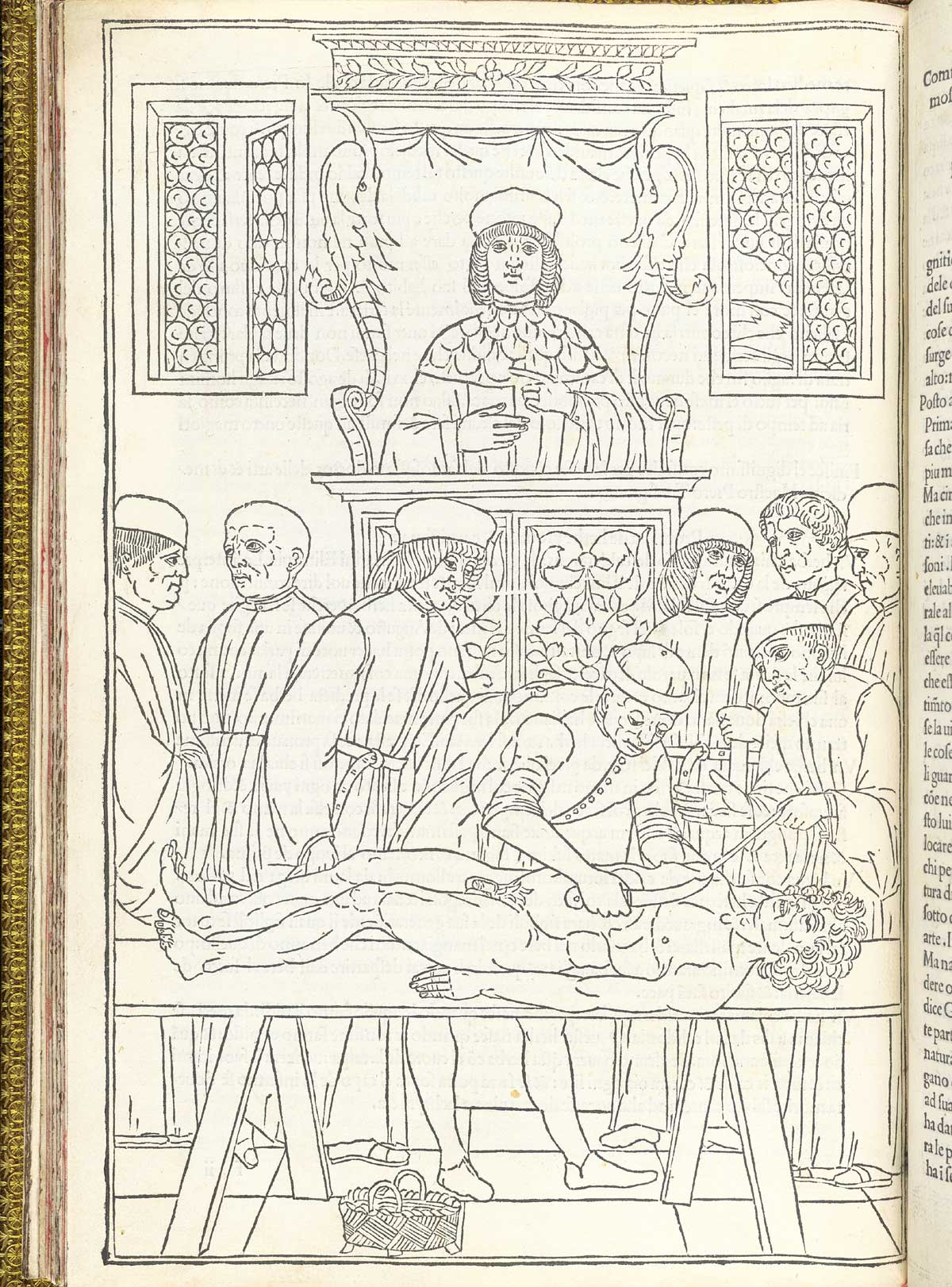
هذا الكليشيه -منذ عام 1495م- لديه العديد من العناصر الأساسية لكليشيه هوغارث.

المشهد عبارة عن تقليد للصورة المواجِهة لصفحة العنوان في سلسلة دي هوماني كوربورس فابريكا للكاتب أندرياس فيزاليوس، وهو ربما أيضًا مستعارً من لوحة قاعة الأطباء الدجالين (ج. 1730) للفنان الهولاندي أغبرت فان هيمسكيرك، الذي كان يعيش في أنجلترا وأعجبت أعماله هوغارث. رُبما كان مصدر إلهام سابق هو كليشيه في العمل فاسيكالو داي ماديسينا للطبيب الألماني جوهانيس دي كاثم، الذي على الرغم من بساطته إلا أنه لديه الكثير من العناصر نفسها، وبما في ذلك الرئيس الجالس المحاط بنافذتين.

## الاستقبال
كان هوغارث راضيًا عن النتائج. وذكرت المجلة الأوروبية أنهُ عقّبَ على بائع كتب من كورنهيل وهو (أ السيد سويل) قائلًا:
وفي دفاعه عن الرسامين الذي لم ينتهى أضاف مُعلِّقًا:
يُنسب ناثان دريك -في كتابه لعام 1817 شكسبير وزمانه- تغيير الرأي العام حول مُمارسة «رشق الديكة» -التي كانت شائعة في ذلك الوقت- إلى تمثيل هوغارث لها في اللوحة الأولى، مما دفع القضاة إلى اتخاذ موقف أكثر تَشددًا نحو الجناة. ويرى آخرون ان السلسلة لا تروق لهم. فقد رفض تشارلز لامب السلسلة مُعتبِرًا إيِّاها مجرد كاريكاتير، لا يستحق أن يدرج جنبًا إلى جنب مع أعمال هوغارث الأخرى، بل هي شيء جاء نتيجة لِ«الدُعابة المُشاكسة» وهو خارج نِطاق عاداته الطبيعية. لدى مؤرخ الفن ألان كانينغهام أيضًا مشاعر قوية بشأن السلسلة:
أنهى قانون التشريح لِعام 1832 تشريج جثث القَتَلة، ومعظم أعمال تعذيب الحيوانات المُصوّرة تم حظرها وفقًا لقانون القسوة ضد الحيوانات لعام 1835، لذلك بحلول خمسينيات القرن التاسع عشر أصبحت مراحل الوحشية الأربع إلى حدٍ ما سلسلة تاريخية، وعلى الرغم من ذلك لا تزال ذات قدرة على الصدمة، وهي القوة التي تحتفظ بها لجمهور العصر الحديث.